# Auguste Jean-Marie Bizien du Lézard
Auguste Jean-Marie de Bizien du Lézard (né à Dinan le 5 mars 1777 - Les Iffs  le 2 octobre 1852), homme politique qui fut maire de Saint-Malo  de 1815 à 1829 et conseiller général d'Ille-et-Vilaine de 1829 à 1831 .

## Biographie
Auguste Jean-Marie de Bizien du Lézard (ou Leziard), fils de Toussaint-Marie de Bizien du Lézard, originaire de Pontivy et de Françoise Marie Rosalie de La Haye de Plouër, est issu d'une famille légitimiste. Il est nommé maire provisoire de Saint-Malo le 9 juin 1815 après la destitution de Augustin Thomas et l'éviction de son successeur Louis Thomazeau, puis maire le 15 août suivant par ordonnance royale et confirmé le 8 juillet 1816 à la suite d'une seconde ordonnance royale du 13 janvier 1816. Il est reconduit dans sa fonction le 31 juillet 1821 et y demeure jusqu'en 1829. Il est également Conseiller général d'Ille-et-Vilaine de 1829 à 1831. 
Chevalier de la Légion d'honneur, il meurt dans sa propriété du château de Montmuran en 1852.
Il avait épousé, le 29 mars 1802 à Saint-Malo, sa cousine Jeanne Marie de Robien de Treullan (1781-1846), dont quatre enfants (notamment Mme Le Saige de La Villèsbrunne, Mme Péan de Villehunault et un fils, marié à une Mlle Magon de La Villehuchet).

## Source
- Gilles Foucqueron Saint-Malo 2 000 ans d'histoire p. 142